# 布瑞恩·詹姆斯
布瑞恩·霍華·詹姆斯（英語：Brion Howard James，1945年2月20日—1999年8月7日），美國男演員。在1980年代和1990年代時常出演低預算動作和恐怖電影以及電視劇；他被視為性格演員，經常被選來飾演反派角色。知名作品如《九怒漢》（1981年）、《银翼杀手》（1982年）、《48小時》（1982年）、《四大漢》（1985年）、《红色警探》（1988年）、《探戈與金錢》（1989年）、《48小時闖天關》（1990年）、《超級大玩家》（1992年）和《第五元素》（1997年）。54歲因心臟病過世，生前出演超過百部電影。

## 早期生活
布瑞恩·詹姆斯出生於加利福尼亚州雷德兰兹。早年生活都在加利福尼亚州博蒙特度過，他的父母在那裡擁有並經營著一家電影院；詹姆斯說：「我的故事就像《新天堂樂園》，從兩歲起，生命中的每個晚上......我都在看電影。」1964年高中畢業後，詹姆斯就讀於圣迭戈州立大学，主修戲劇。移居紐約後，詹姆斯主要在舞台劇中，到處扮演小角色。

## 過世
詹姆斯1999年因心臟病發而在加利福尼亚州马里布的家中過世，享年54歲。死後發行的最後一部遺作為《鳳凰點》（Phoenix Point，2005年）。

## 外部連結
- 布瑞恩·詹姆斯在互联网电影资料库（IMDb）上的資料（英文）
- 在AllMovie上布瑞恩·詹姆斯的頁面（英文）